# Anton Rösler
Anton Rösler (30. ledna 1813 Nové Město pod Smrkem – 7. srpna 1880 Ústí nad Labem) byl český stavební podnikatel a politik německé národnosti, v 2. polovině 19. století starosta Ústí nad Labem a poslanec Českého zemského sněmu.

## Biografie
Byl synem Franze Röslera, starosty Nového Města pod Smrkem. Anton absolvoval gymnázium a několik semestrů práva na Karlo-Ferdinandově univerzitě v Praze. Roku 1840 nastoupil jako hospodářský správce hraběte Nostitze v Průhonicích u Prahy a na panství Žernoseky. Od roku 1843 působil v Trmicích jako úředník pozemkových knih, substituce horního soudu a kostelních počtů na Nostitzově panství. Zhruba od roku 1846 sídlil v Dubicích (do Trmic dojížděl).
Roku 1847 si za manželku vzal Augustu, dceru významného ústeckého měšťana, radního a velkoobchodníka Ignaze Klepsche. Do Ústí se pak manželé přestěhovali roku 1851. Založil si zde obchod s uhlím. Brzy se majetkově vzmohl a stal se největším stavebním podnikatelem a vlastníkem nemovitostí v tomto městě. Jeho iniciativou vznikly například činžovní domy v tehdejší Labské, nyní Pražské, ulici, na předměstí Neustadt (mezi pozdější budovou divadla a areálem chemičky) a v Krásném Březně. Roku 1866 nechal v Ústí zbudovat první třípatrový dům (čp. 856, nazývaný Hohes Haus).

### Politická kariéra
Aktivní byl i v komunální politice. Od 50. let 19. století zasedal v městské radě a 26. května 1859 se stal i starostou Ústí nad Labem. Za jeho působení došlo k velkému rozvoji města, byly vydlážděny městské ulice a zlepšil se pořádek veřejných prostranství. Založil spolek pro zkrášlení města, obecní spořitelnu, jatka a dvouletou průmyslovou školu. Ve funkci setrval do 20. října 1864. Členem městské rady byl do roku 1867 a až do smrti v roce 1880 zasedal v obecním výboru. Jeho jméno nesly ulice v Ústí a Krásném Březně.
Po obnovení ústavního života v Rakouském císařství počátkem 60. let 19. století se zapojil i do zemské politiky. V zemských volbách v Čechách v roce 1861 byl také zvolen v kurii venkovských obcí (volební obvod Ústí – Chabařovice) do Českého zemského sněmu jako nezávislý německý kandidát. Mandát obhájil v témže obvodě zemských volbách v lednu 1867 i v krátce poté konaných volbách v březnu 1867. Podle jednoho zdroje byl poslancem sněmu jen do roku 1868, ovšem v stenografických protokolech zemského sněmu se jako poslanec objevuje ještě v roce 1869. V době jeho poslanecké kariéry proběhla prusko-rakouská válka, při které skrz Ústí táhla četná vojska. Město bylo postiženo rekvizicemi, výpadky zásobování a epidemií cholery, při které zemřelo asi 100 lidí.